# Joseph Anton von Roll zu Bernau
Joseph Anton von Roll zu Bernau (* 1681 auf Schloss Bernau; † 25. Oktober 1768) war Geheimer Rat und Domherr in Worms und Münster.

## Leben
Joseph Anton von Roll entstammte dem Adelsgeschlecht Roll zu Bernau. Er war der Sohn des Johann Walter von Roll zu Bernau und dessen Gemahlin Maria Ursula von Roggenbach. Seine Brüder Johann Baptist und Ignaz waren kurkölnische Obriststallmeister. So wurde er vom Kurfürsten sehr geschätzt. In Worms erhielt er 1722 eine Dompräbende. Hier wurde er im Jahre 1732 Dekan und vier Jahre später Dompropst. Unter Bischof Franz Georg von Schönborn war er Statthalter des Hochstifts Worms. Im Jahre 1734 erhielt er durch päpstlichen Zuspruch eine Dompräbende in Münster, auf die er 1742 zugunsten des Domherrn Clemens August von Korff gegen Zahlung einer jährlichen Pension verzichtete. Joseph Anton war Kapitular des Ritterstifts Odenheim.

## Auszeichnungen
- Geheimer Rat
- Großkreuz des St. Michael Ritterordens